# خرائب أم اللحم
خرائب أم اللحم قرية فلسطينية، من قرى محافظة القدس، تُدار بواسطة مجلس قروي خرائب أم اللحم. هي من القرى التي احتلتها إسرائيل خلال حرب 1967. تقع على ارتفاع 662 مترا فوق سطح البحر، ويحدها من الشرق أراضي بيت عنان وقطنة ومن الشمال بيت عنان ومن الغرب أراضي بيت نوبا ومن الجنوب أراضي قطنة. سميت قرية خرايب أم اللحم بهذا الإسم نسبة لاعتمادها على تربية الحيوانات اللاحمة. كما تعتمد في اقتصادها على عدة قطاعات إضافية أهمها سوق العمل إلاسرائيلي حيث يستوعب هذا القطاع 70% من القوى العاملة.

## التاريخ

### الحكم الأردني
أوائل خمسينيات القرن العشرين أتُبعت القرية للإدارة الأردنية بعد حرب 1948 نتيجةً لاتفاقيات الهدنة عام 1949.

### حرب 1967
وقعت القرية تحت الاحتلال الإسرائيلي بعد حرب 1967.

### السلطة الفلسطينية
بعد تأسيس السلطة الوطنية الفلسطينية عام 1994 نتيجةً لاتفاق السلام بين منظمة التحرير الفلسطينية وإسرائيل عام 1993، تسلمت القرية ووضعتها تحت سيطرتها المدنية.

## السكان
بلغ عدد سكان قرية خرائب اللحم عام 2017 حوالي (401) نسمة وفق الجهاز المركزي للإحصاء الفلسطيني.

## التعلیم
مدرسة الخربة تقّدم التعليم لطلاب المرحلة الابتدائية فقط، من الصف الأول حتى السادس، وهي مكونة من طابقين، وتضم 50 طالبا فقط، وتم استحداث صف للتمهيدي مؤخراً.